# Hans Schlosser
Hans Schlosser (1934, Brno) é um jurista alemão e antigo professor da Universidade de Augsburg.

## Biografia
Após estudar direito nas Universidades de Munique e Frankfurt am Main, Schlosser passou seu primeiro exame de ordem em Munique em 1959.  Com um subseqüente cargo jurídico em 1963, realizou nesse ano seu segundo exame de ordem. Já no ano de 1962, obteve seu doutorado sob a orientação do Dr. Ekkehard Kaufmann. Posteriormente, Schlosser trabalhou como assistente acadêmico de Hermann Krause em Munique. Lá, habilitou-se em 1969 e recebeu sua venia legendi em história do direito alemã, história do direito privado moderna, e história do direito civil.
Após ter sido nomeado às Universidades de Munique e Marburg, em 1971, Schlosser aceitou uma convocação da Universidade de Augsburg à cadeira ordinária de direito civil e da história do direito. Ele ocupou esta cadeira até sua aposentadoria em 2002. Recusou convites temporários da Universidade de Saarland e da Universidade Livre de Berlim. Em 1972, foi vice-presidente da Universidade de Augsburg.  Mesmo depois de sua aposentadoria, Schlosser manteve-se envolvido com o ensino. Lecionou nas Universidades Italianas de Catania e Messina desde 2002, e desde 2004 leciona na então recém fundada Faculdade de Direito de Bratislava .

## Obras
- Die Rechts- und Einredeverzichtsformeln (renuntiationes) der deutschen Urkunden des Mittelalters. Scientia, Aalen 1963, ISBN 978-3-511-02822-0 (Dissertação).

- Spätmittelalterlicher Zivilprozeß nach Bayerischen Quellen. Spätmittelalterlicher Zivilprozeß nach Bayerischen Quellen. Böhlau, Köln 1971, ISBN 978-3-412-42671-2 (Habilitação).

- Grundzüge der Neueren Privatrechtsgeschichte. 10. Auflage. UTB, Stuttgart 2005, ISBN 978-3-8252-0882-0.

- Die "Leopoldina" – Toskanisches Strafgesetzbuch vom 30. Die "Leopoldina" – Toskanisches Strafgesetzbuch vom 30. De Gruyter, Berlin 2010, ISBN 978-3-89949-839-4.

- Neuere Europäische Rechtsgeschichte. 2. Auflage. C.H. Beck, München 2014, ISBN 978-3-406-67255-2.

- Neuere Europäische Rechtsgeschichte. Privat- und Strafrecht vom Mittelalter bis zur Moderne. 3. überarb. und erw. Auflage. C.H. Beck, München 2017

## Ligações Externas
- Schlosser na Universidade de Augsburg